# Колер, Йозеф
Йозеф Ко́лер (нем. Josef Kohler; 9 марта 1849, Оффенбург — 3 августа 1919, Шарлоттенбург) — немецкий юрист.

## Биография
Колер — сын учителя народной школы, учился в Гейдельбергском и Фрайбургском университетах. В 1871 году с отличием сдал первый, в 1873 году — второй государственный профессиональный экзамен и в 1873 году защитил докторскую диссертацию по французскому частному праву. В 1874 году после непродолжительной адвокатской практики служил советником районного суда в Мангейме.
В 1877—1878 годах Колер опубликовал диссертацию в двух томах, основательный труд по патентному праву. В 1878 году по рекомендации Бернгарда Виндшейда Колер был приглашён преподавать в Вюрцбургский университет. В 1888 году Колер перешёл в Берлинский университет, получив звание профессора гражданского, торгового, уголовного, гражданско-процессуального права и философии права; в 1916 году его на зтом посту сменил доктор права Рудольф Штаммлер.
Колер занимался научной работой почти во всех отраслях права. Список его публикаций насчитывает почти 2500 работ, среди которых около сотни монографий. Фундаментальное значение имеют труды Колера в области истории права, сравнительного правоведения и интеллектуального права: патентов, торговых знаков и авторских прав. Колер обладал и другими талантами: он писал стихи и сочинял музыку.
Колер обрёл международную славу. В 1886 году он отказался от предложенной ему профессорской ставки в Токийском университете. В 1904 году Чикагский университет присвоил Йозефу Колеру звание почётного доктора, в связи с чем германский император Вильгельм II направил ему поздравительную телеграмму. В США Колера принимал в Белом доме президент Теодор Рузвельт. Колер познакомился с известным американским юристом Оливером Уэнделлом Холмсом.

## Научная деятельность
Основным направлением научной деятельности Йозефа Колера являлось сравнительное правоведение, которое привлекло внимание учёного к этнологическому аспекту в рассмотрении неевропейского права, в частности к клинописным памятникам права. В 1878 году Колер выступил соучредителем «Журнала по сравнительному правоведению» (Zeitschrift für Vergleichende Rechtswissenschaft). С 1909 года Колер вместе с Эрнстом Рабелем издавал франко-германский «Рейнский журнал по гражданскому и процессуальному праву».
В патентном праве Йозеф Колер выдвинул теории об исчерпании патентных прав. Его определение понятия «патент» в 1959 году было инкорпорировано в японское законодательство. В продолжение исследований в области патентного права Колер обратился к авторским правам и ввёл понятие интеллектуального права, дополнив материальный аспект личными правами. Его учение противостояло основанной на естественном праве теории Рудольфа Клостермана о нематериальной собственности.
Колер также работал с источниками права и писал к ним критические работы. Так, в 1900 году вместе с Вилли Шеелем он издал кодекс уголовного права Constitutio Criminalis Carolina, а кроме того участвовал в издании текстов ассирийского и вавилонского права.
В последние годы жизни Колер обратился к философии права и, опираясь на идеи Гегеля и Шопенгауэра, развивал культурно-научный подход к праву, назвав его «естественное право соответствующего культурного периода». В 1907 году вместе с Фрицем Берольцгеймером основал «Архив философии права и экономики». Спустя два года он стал одним из соучредителей Международного объединения по философии права и экономики. После смерти Франца фон Гольцендорффа Йозеф Колер продолжил его дело по изданию новой редакции «Энциклопедии правоведения» в 1904—1907 годах.
Йозеф Колер интересовался литературой, рассматривал литературные произведения, в частности Шекспира, с юридической точки зрения, а также сочинял сам и переводил произведения Данте Алигьери, Франческо Петрарки и Лао-цзы. Опубликовал автобиографический роман Eine Faustnatur, написал одну пьесу и публиковался по различным культурным вопросам. Йозеф Колер также интересовался филателией и публиковал научные работы касательно юридических аспектов обращения почтовых марок.
Имя Йозефа Колера носит основанный при Берлинском университете весной 2012 года Институт интеллектуального права.

## Труды
- Studien über Mentalreservation und Simulation. In: Jahrbücher für die Dogmatik des heutigen römischen und deutschen Privatrechts. 16 = NF 4 (1878), S. 91.
- Deutsches Patentrecht : systematisch bearbeitet unter vergleichender Berücksichtigung des französischen Patentrechts. Bensheimer, Mannheim 1878.
- Das Autorrecht : eine zivilistische Abhandlung; zugleich ein Beitrag zur Lehre vom Eigenthum, vom Miteigenthum, vom Rechtsgeschäft und vom Individualrecht. Sonderdruck aus Jahrbücher für die Dogmatik des heutigen römischen und deutschen Privatrechts, Bd. 18 = N.F. 6 (1880)
- Prozeßrechtliche Forschungen. Müller, Berlin 1889 ()
- mit Felix Peiser: Aus dem Babylonischen Rechtsleben. Pfeiffer, Leipzig 1890.
- Altindisches Prozessrecht : mit einem Anhang: Altindischer Eigenthumserwerb. Enke, Stuttgart 1891.
- Lehrbuch des Konkursrechts. Enke, Stuttgart 1891.
- Das literarische und artistische Kunstwerk und sein Autorschutz.: Eine juridisch-ästhetische Studie. Bensheimer, Mannheim 1892.
- Das Recht der Azteken. Enke, Stuttgart 1892 ()
- Melusine. Dramatische Dichtung in 3 Akten. Bensheimer, Mannheim 1896.
- Handels- und Seerecht und Binnenschiffahrtsrecht. Berlin 1896.
- Zur Urgeschichte der Ehe. Totemismus, Gruppenehe, Mutterrecht. Enke, Stuttgart 1897 ().
- Das Strafrecht der italienischen Statuten vom 12.-16. Jahrhundert. Bensheimer, Mannheim 1890—1897.
- Handbuch des Deutschen Patentrechts in rechtsvergleichender Darstellung. J. Bensheimer, Mannheim 1900.
- J. Kohler, Willy Scheel: Die Peinliche Gerichtsordnung Kaiser Karls V. Buchh. des Waisenhauses, Halle a. S. 1900.
- Freie Nachdichtung der Divina Commedia : Dantes heilige Reise. 3 Bände. Berlin/ Köln/ Leipzig 1901.
- Einführung in die Rechtswissenschaft. Deichert, Leipzig 1902 ().
- Aus Petrarcas Sonettenschatz. Freie Nachdichtungen. G. Reimer, Berlin 1902.
- Das Verfahren des Hofgerichts Rottweil. Weber, Berlin 1904 ().
- Urheberrecht an Schriftwerken und Verlagsrecht. Stuttgart 1907.
- Darstellung des talmudischen Rechtes. Berlin 1907.
- Des Morgenlandes grösste Weisheit. Laotse. Rothschild Berlin u.a. 1908.
- Aus vier Weltteilen : Reisebilder. Rothschild, Berlin/ Leipzig 1908.
- Lehrbuch der Rechtsphilosophie. 3. Auflage, bearbeitet von Arthur Kohler (Sohn). 1923.
- Recht und Persönlichkeit in der Kultur der Gegenwart. 1914.
- Internationales Strafrecht. Enke, Stuttgart 1917.
- Grundlagen des Völkerrechts. Stuttgart 1918.
- Shakespeare vor dem Forum der Jurisprudenz. 2. Auflage. Rotschild, Berlin u. a. 1919 ()
- Aequitas gegen res judicata (= Archiv für die Civilistische Praxis, 114. Band). J.C.B. Mohr, Tübingen 1916.